# Ladislav Frej
Ladislav Frej (* 26. listopadu 1941 Brno) je český herec, manžel české herečky Věry Galatíkové, otec herce Ladislava Freje mladšího (* 1973) a herečky Kristýny Frejové (* 1971).

## Život
Divadlu se věnoval ochotnicky již od svého mládí, kromě toho také hrál na housle a zpíval ve sboru brněnské Janáčkovy opery. Na brněnské Janáčkově akademii múzických umění vystudoval činoherní herectví, po absolutoriu v roce 1963 začínal na scéně Satirického divadla Večerní Brno (1963–1965), poté působil ve Východočeském divadle v Pardubicích (1965–1969), odkud přešel do Státního divadla v Ostravě (1969–1970). Od roku 1970 trvale působí v Praze, kde nejprve hrál v Divadle S. K. Neumanna (dnešní Divadlo pod Palmovkou, 1970–1979). V Praze poté následovala Městská divadla pražská (1979–1987) a Divadlo na Vinohradech (1987–1994). Čtyři roky hrál i v pražském Národním divadle (1994–1998), odkud se ale posléze vrátil zpět do Divadla na Vinohradech (od roku 1998) odkud odešel v roce 2012 po konfliktu s novým ředitelem Tomášem Töpferem. Úspěšně spolupracuje s filmem, televizí, rozhlasem a dabingem, největší popularitu mu přineslo ztvárnění postavy lékaře Karla Sovy v televizním seriálu Nemocnice na kraji města (1978) a jeho pokračováních (1981, 2003, 2008).

## Divadelní role, výběr
- 1983 V. Páral, M. Horanský, V. Ron: Generální zázrak, Ing. Petr Holman, Městská divadla pražská, režie Ladislav Vymětal
- 1988 Jan Vedral: Urmefisto, Ulrichs, Divadlo na Vinohradech, režie Jan Kačer
- 1989 Vítězslav Hálek: Záviš z Falkenštejna, Vítek z Úpy, Divadlo na Vinohradech, režie Jan Kačer
- 1999 Friedrich Schiller: Valdštejnova smrt, Valdštejn, Divadlo na Vinohradech, režie Petr Kracik j. h.
- 2002 Edward Albee: Kdo se bojí Virginie Woolfové, Jiří, Divadlo na Vinohradech, režie Petr Novotný j. h.
- 2005 Joanna Murray-Smithová: Mezi úterým a pátkem, George, Divadlo na Vinohradech, režie Jaroslav Brabec j. h.
- 2005 T. McNally, D. Yazbek: Donaha!, Noah, Divadlo na Vinohradech, režie Radek Balaš j. h.

## Filmografie (výběr)

### Televizní seriály
- 1973 Dny zrady
- 1975 Chalupáři
- 1978 Nemocnice na kraji města (MUDr. Karel Sova)
- 1982 Malý pitaval z velkého města (náčelník kriminalistů Břetislav Kubát)
- 1985 Synové a dcery Jakuba skláře
- 1992 Náhrdelník
- 1992 Dobrodružství kriminalistiky (22. díl – Eric Hobday)
- 2001 Černí andělé (1 epizoda)
- 2003 Nemocnice na kraji města po dvaceti letech
- 2008 Nemocnice na kraji města – nové osudy
- 2008 Kriminálka Anděl (Karel Benkovský)
- 2008 Ošklivka Katka

### Filmy
- 1978 Hrozba
- 1979 Chlapi přece nepláčou
- 1979 Julek
- 1979 Žena pro tři muže
- 1980 Dívka s mušlí
- 1980 Signum laudis
- 1980 Za trnkovým keřem
- 1981 Hodina života
- 1981 Ta chvíle, ten okamžik
- 1982 Má láska s Jakubem
- 1982 Šílený kankán
- 1983 Jára Cimrman ležící, spící
- 1984 Láska s vůní pryskyřice
- 1984 Oldřich a Božena
- 1989 Skřivánčí ticho
- 1990 Byli jsme to my?
- 1998 Cizinci v čase
- 2008 The red baron

### Audioknihy
- Malá mořská víla, 2016, vydala Audiotéka, audioknihy vznikla pro projekt Noc s Andersenem
- Stříbrný lipan, 2017, vydala Audiotéka v edici Mistři slova. Edice Mistři slova je plná literárních pokladů. Naše nejlepší herecké hlasy, které jsou nám tak blízké, namlouvají své oblíbené knihy a významná literární díla, která je oslovila, ovlivnila a k nimž se třeba i rádi vracejí.
- Astronautův průvodce životem na Zemi, 2017, vydala Audiotéka, příběh astronauta Chrise Hadfielda, který ve vesmíru strávil více než čtyři tisíce hodin

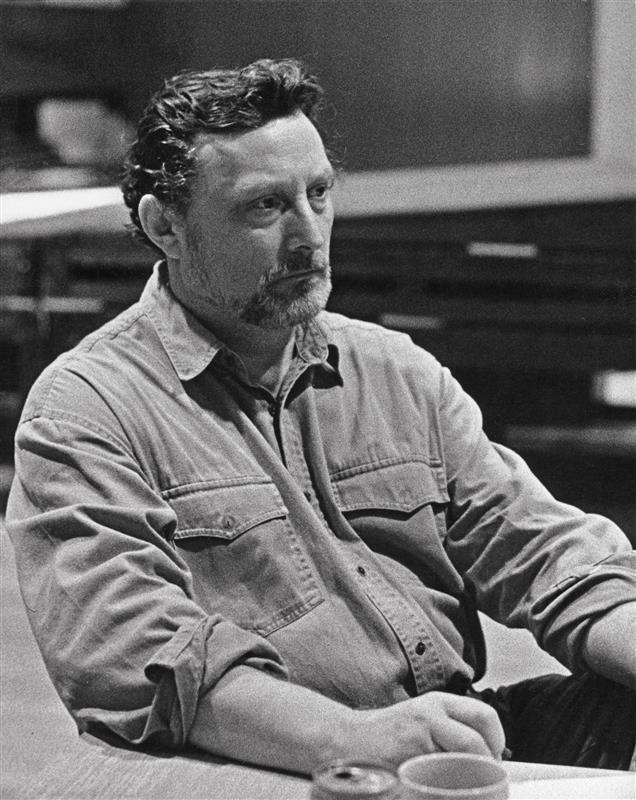
Ladislav Frej v Národním divadle

### Práce pro rozhlas
- 1991 Guy de Maupassant: Slečna Perla, povídka, četli:Ladislav Frej, Zdeněk Dolanský, Dana Syslová a Ilja Racek. Překlad: Břetislav Šorm; režie: Markéta Jahodová
- 1993 Graham Greene: Lidský faktor, překlad a dramatizace: Josef Hlavnička, osoby a obsazení: Maurice Castle, pracovník britské tajné zpravodajské služby (Jiří Adamíra), Sára, jeho žena (Hana Maciuchová), Davis, jeho podřízený (Jan Novotný), Sir John Hargreaves, šéf zpravodajské služby (Vladimír Ráž), Doktor Percival, lékař ve zpravodajské službě (Luděk Munzar), Daintry, plukovník (Ladislav Frej), Lady Hargreavesová (Jaroslava Adamová), Tomlinson, brigádní generál (Miloš Hlavica), Cynthie, sekretářka (Veronika Freimanová), Barker, lékař Castleovy rodiny (Pavel Rímský), Vypravěč (Jiří Hromada); hudba: Emil Viklický, režie: Jan Berger.
- 2001 Joseph Sheridan Le Fanu: Ten, který tě nespouští z očí. Přeložil a zdramatizoval Josef Hlavnička, hudba Petr Mandel, dramaturgie Jana Weberová, režie Hana Kofránková. Osoby a obsazení: Patrick O´Grady (Otakar Brousek), kapitán James Barton (Ladislav Frej), Patrik, právník, potomek OˇGradyho (Ivan Trojan), Generál Montague (Josef Somr), Macklin (Stanislav Fišer), Doktor Richards (Miloš Hlavica), George Norcott (Jiří Ornest), neznámý (Stanislav Oubram), Hawkins (David Novotný), Fiakrista (Steva Maršálek), hlas (Richard Honzovič) a Lady Rochdaleová (Věra Kubánková).[7]
- 2006 Michal Lázňovský: Hostina barona Prášila, rozhlasová hra, hlavní role: Ladislav Frej. Režie Aleš Vrzák.
- Salman Rushdie: Hanba, překlad Pavel Dominik. Zpracováno v Českém rozhlasu jako dvacetidílná četba na pokračování, rozhlasová adaptace a režie: Aleš Vrzák, čte: Ladislav Frej.[8]